# Coppa del Mondo di sci alpino 2023
La Coppa del Mondo di sci alpino 2023 è stata la cinquantasettesima edizione della manifestazione organizzata dalla Federazione internazionale sci e snowboard; nel corso della stagione si sono tenuti a Courchevel e a Méribel, in Francia, i Campionati mondiali di sci alpino 2023, non validi ai fini della Coppa del Mondo il cui calendario ha contemplato dunque un'interruzione nel mese di febbraio. In seguito all'invasione dell'Ucraina, gli atleti russi e bielorussi sono stati esclusi dalle competizioni.
La stagione maschile è iniziata il 23 ottobre 2022 a Sölden, in Austria, e si è conclusa il 19 marzo 2023 a Soldeu, in Andorra; sono state disputate 38 delle 43 gare in programma (10 discese libere, 8 supergiganti, 10 slalom giganti, 10 slalom speciali), in 19 diverse località. Lo svizzero Marco Odermatt si è aggiudicato la Coppa del Mondo generale (di cui era detentore uscente) e quelle di supergigante e di slalom gigante; i norvegesi Aleksander Aamodt Kilde e Lucas Braathen hanno vinto, rispettivamente, la Coppa del Mondo di discesa libera e quella di slalom speciale.
La stagione femminile è iniziata il 19 novembre 2022 a Levi, in Finlandia, e si è conclusa il 19 marzo 2023 a Soldeu, in Andorra; sono state disputate 38 delle 42 gare in programma (9 discese libere, 8 supergiganti, 10 slalom giganti, 11 slalom speciali), in 17 diverse località. La statunitense Mikaela Shiffrin si è aggiudicata la Coppa del Mondo generale (della quale era detentrice uscente) e quelle di slalom gigante e di slalom speciale; l'italiana Sofia Goggia ha vinto la Coppa del Mondo di discesa libera e la svizzera Lara Gut-Behrami quella di supergigante.
Sono state inserite in calendario una gara a squadre mista, disputata durante le finali di Soldeu, e per la prima volta alcune gare, in seguito annullate, su una pista (la Gran Becca) con partenza e arrivo in due Stati e due località diverse: Zermatt, in Svizzera, e Cervinia, in Italia.

## Uomini

### Risultati
| Data             | Località               | Nazione          | Pista                  | Spec. | Primo                   | Secondo                 | Terzo                     |
| ---------------- | ---------------------- | ---------------- | ---------------------- | ----- | ----------------------- | ----------------------- | ------------------------- |
| 23 ottobre 2022  | Sölden                 | Austria          | Rettenbach             | GS    | Marco Odermatt          | Žan Kranjec             | Henrik Kristoffersen      |
| 29 ottobre 2022  | Zermatt/Cervinia       | Svizzera/ Italia | Gran Becca             | DH    | annullata               | annullata               | annullata                 |
| 30 ottobre 2022  | Zermatt/Cervinia       | Svizzera/ Italia | Gran Becca             | DH    | annullata               | annullata               | annullata                 |
| 13 novembre 2022 | Lech/Zürs              | Austria          | Flexenarena            | PR    | annullata               | annullata               | annullata                 |
| 26 novembre 2022 | Lake Louise            | Canada           | Men's Olympic Downhill | DH    | Aleksander Aamodt Kilde | Daniel Hemetsberger     | Marco Odermatt            |
| 27 novembre 2022 | Lake Louise            | Canada           | Men's Olympic Downhill | SG    | Marco Odermatt          | Aleksander Aamodt Kilde | Matthias Mayer            |
| 3 dicembre 2022  | Beaver Creek           | Stati Uniti      | Birds of Prey          | DH    | Aleksander Aamodt Kilde | Marco Odermatt          | James Crawford            |
| 4 dicembre 2022  | Beaver Creek           | Stati Uniti      | Birds of Prey          | SG    | Aleksander Aamodt Kilde | Marco Odermatt          | Alexis Pinturault         |
| 10 dicembre 2022 | Val-d'Isère            | Francia          | La face de Bellevarde  | GS    | Marco Odermatt          | Manuel Feller           | Žan Kranjec               |
| 11 dicembre 2022 | Val-d'Isère            | Francia          | La face de Bellevarde  | SL    | Lucas Braathen          | Manuel Feller           | Loïc Meillard             |
| 15 dicembre 2022 | Val Gardena            | Italia           | Saslong                | DH    | Vincent Kriechmayr      | Marco Odermatt          | Matthias Mayer            |
| 17 dicembre 2022 | Val Gardena            | Italia           | Saslong                | DH    | Aleksander Aamodt Kilde | Johan Clarey            | Mattia Casse              |
| 18 dicembre 2022 | Alta Badia             | Italia           | Gran Risa              | GS    | Lucas Braathen          | Henrik Kristoffersen    | Marco Odermatt            |
| 19 dicembre 2022 | Alta Badia             | Italia           | Gran Risa              | GS    | Marco Odermatt          | Henrik Kristoffersen    | Žan Kranjec               |
| 22 dicembre 2022 | Madonna di Campiglio   | Italia           | 3-Tre                  | SL    | Daniel Yule             | Henrik Kristoffersen    | Linus Straßer             |
| 28 dicembre 2022 | Bormio                 | Italia           | Stelvio                | DH    | Vincent Kriechmayr      | James Crawford          | Aleksander Aamodt Kilde   |
| 29 dicembre 2022 | Bormio                 | Italia           | Stelvio                | SG    | Marco Odermatt          | Vincent Kriechmayr      | Loïc Meillard             |
| 4 gennaio 2023   | Garmisch-Partenkirchen | Germania         | Gudiberg               | SL    | Henrik Kristoffersen    | Manuel Feller           | Clément Noël              |
| 7 gennaio 2023   | Adelboden              | Svizzera         | Chuenisbärgli          | GS    | Marco Odermatt          | Henrik Kristoffersen    | Loïc Meillard             |
| 8 gennaio 2023   | Adelboden              | Svizzera         | Chuenisbärgli          | SL    | Lucas Braathen          | Atle Lie McGrath        | Linus Straßer             |
| 13 gennaio 2023  | Wengen                 | Svizzera         | Lauberhorn             | SG    | Aleksander Aamodt Kilde | Stefan Rogentin         | Marco Odermatt            |
| 14 gennaio 2023  | Wengen                 | Svizzera         | Lauberhorn             | DH    | Aleksander Aamodt Kilde | Marco Odermatt          | Mattia Casse              |
| 15 gennaio 2023  | Wengen                 | Svizzera         | Männlichen/Jungfrau    | SL    | Henrik Kristoffersen    | Loïc Meillard           | Lucas Braathen            |
| 20 gennaio 2023  | Kitzbühel              | Austria          | Streif                 | DH    | Vincent Kriechmayr      | Florian Schieder        | Niels Hintermann          |
| 21 gennaio 2023  | Kitzbühel              | Austria          | Streif                 | DH    | Aleksander Aamodt Kilde | Johan Clarey            | Travis Ganong             |
| 22 gennaio 2023  | Kitzbühel              | Austria          | Ganslern               | SL    | Daniel Yule             | Dave Ryding             | Lucas Braathen            |
| 24 gennaio 2023  | Schladming             | Austria          | Planai                 | SL    | Clément Noël            | Ramon Zenhäusern        | Lucas Braathen            |
| 25 gennaio 2023  | Schladming             | Austria          | Planai                 | GS    | Loïc Meillard           | Gino Caviezel           | Marco Schwarz             |
| 28 gennaio 2023  | Garmisch-Partenkirchen | Germania         | Kandahar               | DH    | annullata               | annullata               | annullata                 |
| 28 gennaio 2023  | Cortina d'Ampezzo      | Italia           | Olimpia delle Tofane   | SG    | Marco Odermatt          | Aleksander Aamodt Kilde | Mattia Casse              |
| 29 gennaio 2023  | Cortina d'Ampezzo      | Italia           | Olimpia delle Tofane   | SG    | Marco Odermatt          | Dominik Paris           | Daniel Hemetsberger       |
| 4 febbraio 2023  | Chamonix               | Francia          | La Verte des Houches   | SL    | Ramon Zenhäusern        | AJ Ginnis               | Daniel Yule               |
| 25 febbraio 2023 | Palisades Tahoe        | Stati Uniti      | Red Dog                | GS    | Marco Schwarz           | Marco Odermatt          | Rasmus Windingstad        |
| 26 febbraio 2023 | Palisades Tahoe        | Stati Uniti      | Red Dog                | SL    | Alexander Steen Olsen   | Timon Haugan            | Clément Noël Albert Popov |
| 3 marzo 2023     | Aspen                  | Stati Uniti      | Ruthie's Run           | DH    | annullata               | annullata               | annullata                 |
| 4 marzo 2023     | Aspen                  | Stati Uniti      | Ruthie's Run           | DH    | Aleksander Aamodt Kilde | James Crawford          | Marco Odermatt            |
| 5 marzo 2023     | Aspen                  | Stati Uniti      | Ruthie's Run           | SG    | Marco Odermatt          | Andreas Sander          | Aleksander Aamodt Kilde   |
| 11 marzo 2023    | Kranjska Gora          | Slovenia         | Podkoren               | GS    | Marco Odermatt          | Alexis Pinturault       | Henrik Kristoffersen      |
| 12 marzo 2023    | Kranjska Gora          | Slovenia         | Podkoren               | GS    | Marco Odermatt          | Henrik Kristoffersen    | Alexis Pinturault         |
| 15 marzo 2023    | Soldeu                 | Andorra          | Aliga                  | DH    | Vincent Kriechmayr      | Romed Baumann           | Andreas Sander            |
| 16 marzo 2023    | Soldeu                 | Andorra          | Aliga                  | SG    | Marco Odermatt          | Marco Schwarz           | Aleksander Aamodt Kilde   |
| 18 marzo 2023    | Soldeu                 | Andorra          | Avet                   | GS    | Marco Odermatt          | Henrik Kristoffersen    | Marco Schwarz             |
| 19 marzo 2023    | Soldeu                 | Andorra          | Avet                   | SL    | Ramon Zenhäusern        | Lucas Braathen          | Henrik Kristoffersen      |

Legenda:

DH = discesa libera

SG = supergigante

GS = slalom gigante

SL = slalom speciale

PR = slalom parallelo

### Classifiche

#### Generale

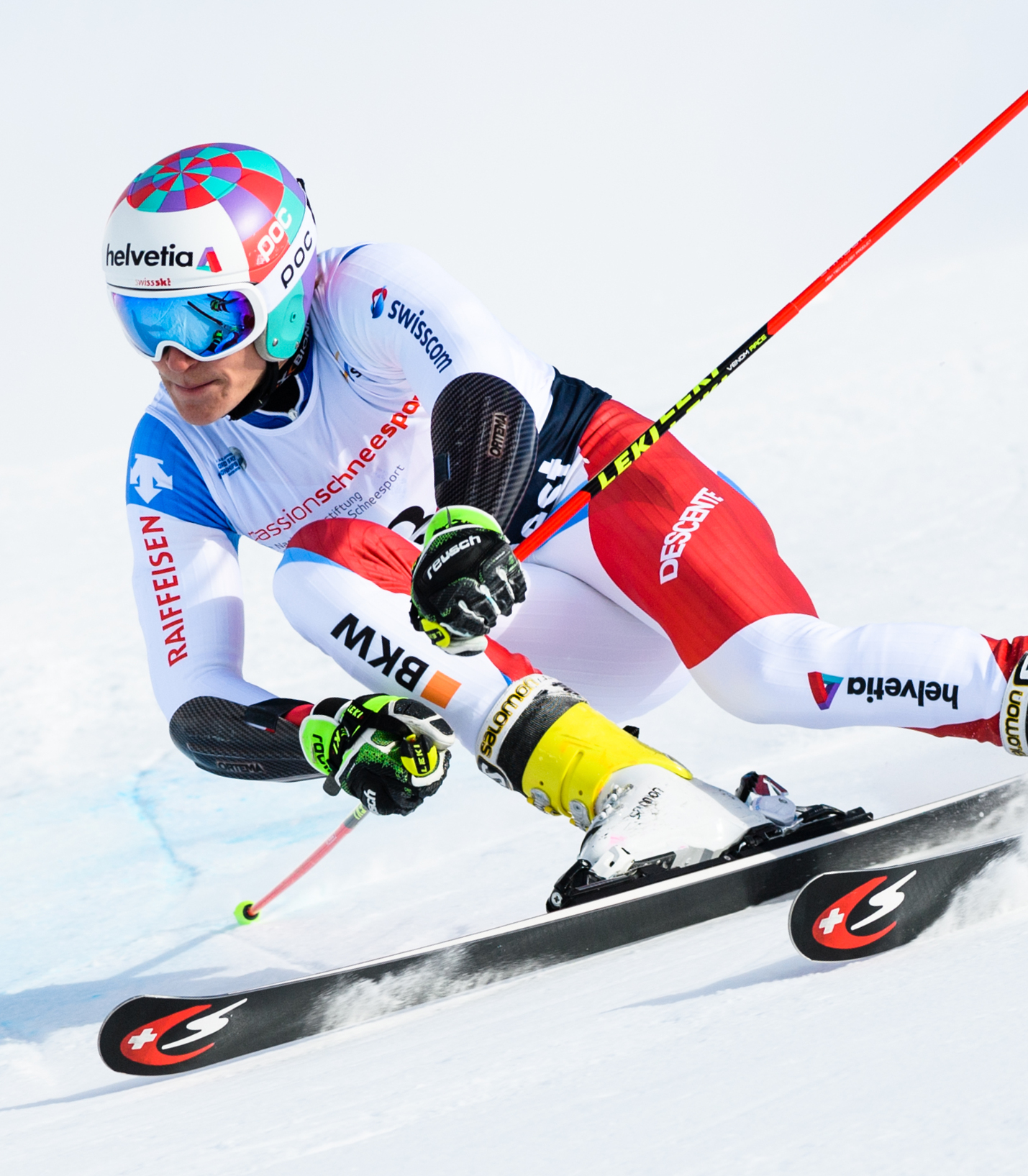
Marco Odermatt nel 2018

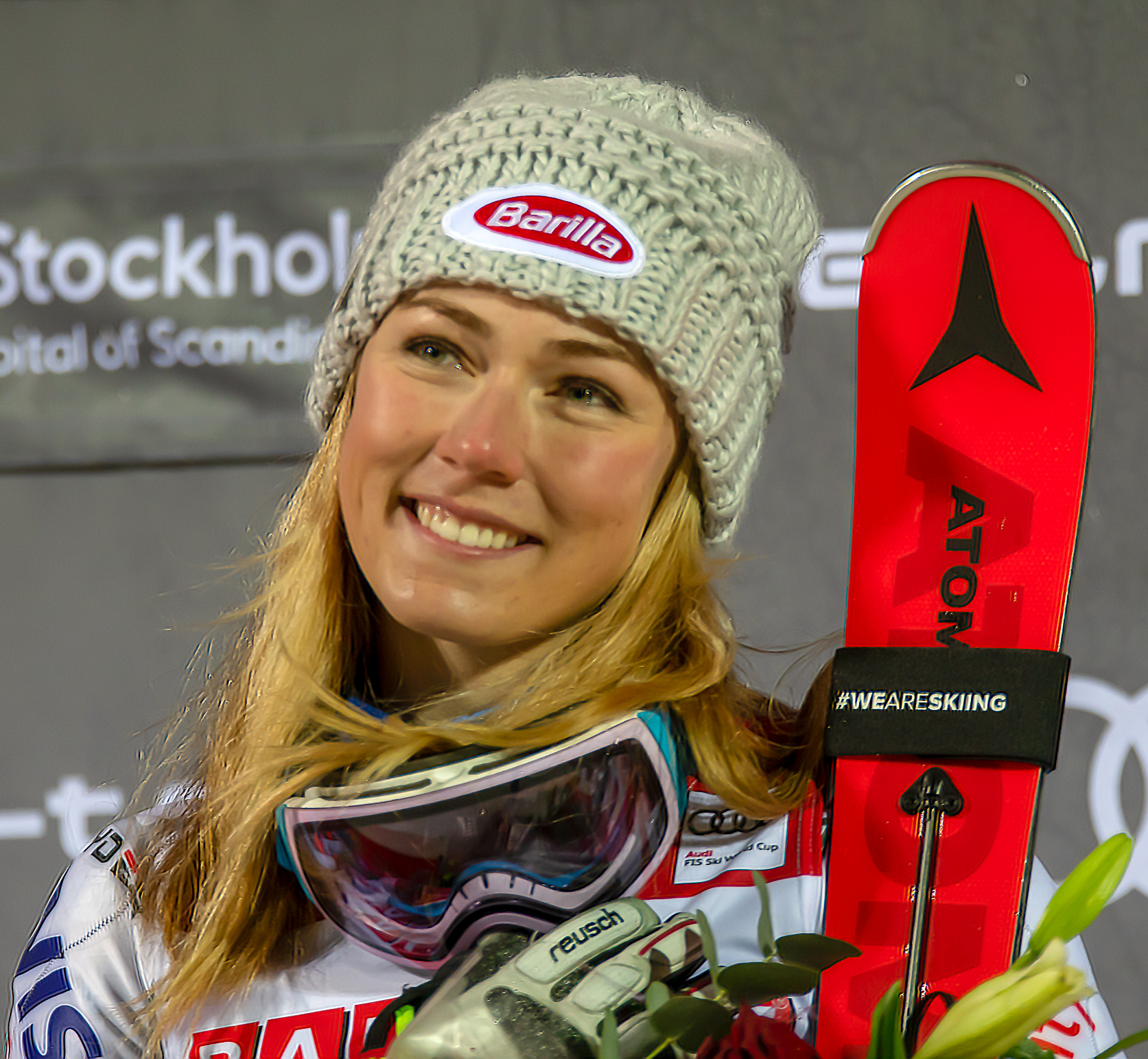
Mikaela Shiffrin nel 2019

| Pos. | Nome                    | Nazione  | Punti |
| ---- | ----------------------- | -------- | ----- |
| 1    | Marco Odermatt          | Svizzera | 2042  |
| 2    | Aleksander Aamodt Kilde | Norvegia | 1340  |
| 3    | Henrik Kristoffersen    | Norvegia | 1154  |
| 4    | Lucas Braathen          | Norvegia | 954   |
| 5    | Vincent Kriechmayr      | Austria  | 953   |
| 6    | Loïc Meillard           | Svizzera | 877   |
| 7    | Marco Schwarz           | Austria  | 863   |
| 8    | Alexis Pinturault       | Francia  | 839   |
| 9    | Manuel Feller           | Austria  | 546   |
| 10   | Ramon Zenhäusern        | Svizzera | 467   |

#### Discesa libera
| Pos. | Nome                    | Nazione  | Punti |
| ---- | ----------------------- | -------- | ----- |
| 1    | Aleksander Aamodt Kilde | Norvegia | 760   |
| 2    | Vincent Kriechmayr      | Austria  | 614   |
| 3    | Marco Odermatt          | Svizzera | 462   |
| 4    | Johan Clarey            | Francia  | 343   |
| 5    | James Crawford          | Canada   | 326   |

#### Supergigante
| Pos. | Nome                    | Nazione  | Punti |
| ---- | ----------------------- | -------- | ----- |
| 1    | Marco Odermatt          | Svizzera | 740   |
| 2    | Aleksander Aamodt Kilde | Norvegia | 512   |
| 3    | Vincent Kriechmayr      | Austria  | 335   |
| 4    | Andreas Sander          | Germania | 265   |
| 5    | Alexis Pinturault       | Francia  | 253   |

#### Slalom gigante
| Pos. | Nome                 | Nazione  | Punti |
| ---- | -------------------- | -------- | ----- |
| 1    | Marco Odermatt       | Svizzera | 840   |
| 2    | Henrik Kristoffersen | Norvegia | 660   |
| 3    | Žan Kranjec          | Slovenia | 464   |
| 4    | Marco Schwarz        | Austria  | 449   |
| 5    | Alexis Pinturault    | Francia  | 409   |

#### Slalom speciale
| Pos. | Nome                 | Nazione  | Punti |
| ---- | -------------------- | -------- | ----- |
| 1    | Lucas Braathen       | Norvegia | 546   |
| 2    | Henrik Kristoffersen | Norvegia | 494   |
| 3    | Ramon Zenhäusern     | Svizzera | 467   |
| 4    | Daniel Yule          | Svizzera | 401   |
| 5    | Manuel Feller        | Austria  | 345   |

## Donne

### Risultati
| Data             | Località               | Nazione          | Pista                    | Spec. | Prima                             | Seconda                 | Terza              |
| ---------------- | ---------------------- | ---------------- | ------------------------ | ----- | --------------------------------- | ----------------------- | ------------------ |
| 5 novembre 2022  | Zermatt/Cervinia       | Svizzera/ Italia | Gran Becca               | DH    | annullata                         | annullata               | annullata          |
| 6 novembre 2022  | Zermatt/Cervinia       | Svizzera/ Italia | Gran Becca               | DH    | annullata                         | annullata               | annullata          |
| 12 novembre 2022 | Lech/Zürs              | Austria          | Flexenarena              | PR    | annullata                         | annullata               | annullata          |
| 19 novembre 2022 | Levi                   | Finlandia        | Levi Black               | SL    | Mikaela Shiffrin                  | Anna Swenn Larsson      | Petra Vlhová       |
| 20 novembre 2022 | Levi                   | Finlandia        | Levi Black               | SL    | Mikaela Shiffrin                  | Wendy Holdener          | Petra Vlhová       |
| 26 novembre 2022 | Killington             | Stati Uniti      | Superstar                | GS    | Lara Gut-Behrami                  | Marta Bassino           | Sara Hector        |
| 27 novembre 2022 | Killington             | Stati Uniti      | Superstar                | SL    | Wendy Holdener Anna Swenn Larsson |                         | Katharina Truppe   |
| 2 dicembre 2022  | Lake Louise            | Canada           | Men's Olympic Downhill   | DH    | Sofia Goggia                      | Corinne Suter           | Cornelia Hütter    |
| 3 dicembre 2022  | Lake Louise            | Canada           | Men's Olympic Downhill   | DH    | Sofia Goggia                      | Nina Ortlieb            | Corinne Suter      |
| 4 dicembre 2022  | Lake Louise            | Canada           | Men's Olympic Downhill   | SG    | Corinne Suter                     | Cornelia Hütter         | Ragnhild Mowinckel |
| 10 dicembre 2022 | Sestriere              | Italia           | Giovanni Alberto Agnelli | GS    | Marta Bassino                     | Sara Hector             | Petra Vlhová       |
| 11 dicembre 2022 | Sestriere              | Italia           | Giovanni Alberto Agnelli | SL    | Wendy Holdener                    | Mikaela Shiffrin        | Petra Vlhová       |
| 16 dicembre 2022 | Sankt Moritz           | Svizzera         | Corviglia                | DH    | Elena Curtoni                     | Sofia Goggia            | Corinne Suter      |
| 17 dicembre 2022 | Sankt Moritz           | Svizzera         | Corviglia                | DH    | Sofia Goggia                      | Ilka Štuhec             | Kira Weidle        |
| 18 dicembre 2022 | Sankt Moritz           | Svizzera         | Corviglia                | SG    | Mikaela Shiffrin                  | Elena Curtoni           | Romane Miradoli    |
| 27 dicembre 2022 | Semmering              | Austria          | Panorama                 | GS    | Mikaela Shiffrin                  | Petra Vlhová            | Marta Bassino      |
| 28 dicembre 2022 | Semmering              | Austria          | Panorama                 | GS    | Mikaela Shiffrin                  | Lara Gut-Behrami        | Marta Bassino      |
| 29 dicembre 2022 | Semmering              | Austria          | Panorama                 | SL    | Mikaela Shiffrin                  | Paula Moltzan           | Lena Dürr          |
| 4 gennaio 2023   | Zagabria Sljeme        | Croazia          | Crveni Spust             | SL    | Mikaela Shiffrin                  | Petra Vlhová            | Anna Swenn Larsson |
| 7 gennaio 2023   | Kranjska Gora          | Slovenia         | Podkoren                 | GS    | Valérie Grenier                   | Marta Bassino           | Petra Vlhová       |
| 8 gennaio 2023   | Kranjska Gora          | Slovenia         | Podkoren                 | GS    | Mikaela Shiffrin                  | Federica Brignone       | Lara Gut-Behrami   |
| 10 gennaio 2023  | Flachau                | Austria          | Hermann Maier            | SL    | Petra Vlhová                      | Mikaela Shiffrin        | Lena Dürr          |
| 14 gennaio 2023  | Sankt Anton am Arlberg | Austria          | Karl Schranz             | SG    | Federica Brignone                 | Joana Hählen            | Lara Gut-Behrami   |
| 15 gennaio 2023  | Sankt Anton am Arlberg | Austria          | Karl Schranz             | SG    | Lara Gut-Behrami                  | Federica Brignone       | Marta Bassino      |
| 20 gennaio 2023  | Cortina d'Ampezzo      | Italia           | Olimpia delle Tofane     | DH    | Sofia Goggia                      | Ilka Štuhec             | Kira Weidle        |
| 21 gennaio 2023  | Cortina d'Ampezzo      | Italia           | Olimpia delle Tofane     | DH    | Ilka Štuhec                       | Kajsa Vickhoff Lie      | Elena Curtoni      |
| 22 gennaio 2023  | Cortina d'Ampezzo      | Italia           | Olimpia delle Tofane     | SG    | Ragnhild Mowinckel                | Cornelia Hütter         | Marta Bassino      |
| 24 gennaio 2023  | Plan de Corones        | Italia           | Erta                     | GS    | Mikaela Shiffrin                  | Lara Gut-Behrami        | Federica Brignone  |
| 25 gennaio 2023  | Plan de Corones        | Italia           | Erta                     | GS    | Mikaela Shiffrin                  | Ragnhild Mowinckel      | Sara Hector        |
| 28 gennaio 2023  | Špindlerův Mlýn        | Rep. Ceca        | Černá Svatý Petr         | SL    | Mikaela Shiffrin                  | Lena Dürr               | Wendy Holdener     |
| 29 gennaio 2023  | Špindlerův Mlýn        | Rep. Ceca        | Černá Svatý Petr         | SL    | Lena Dürr                         | Mikaela Shiffrin        | Zrinka Ljutić      |
| 26 febbraio 2023 | Crans-Montana          | Svizzera         | Mont Lachaux             | DH    | Sofia Goggia                      | Federica Brignone       | Laura Gauché       |
| 26 febbraio 2023 | Crans-Montana          | Svizzera         | Mont Lachaux             | SG    | annullata                         | annullata               | annullata          |
| 3 marzo 2023     | Kvitfjell              | Norvegia         | Olympiabakken            | SG    | Cornelia Hütter                   | Elena Curtoni           | Lara Gut-Behrami   |
| 4 marzo 2023     | Kvitfjell              | Norvegia         | Olympiabakken            | DH    | Kajsa Vickhoff Lie                | Sofia Goggia            | Corinne Suter      |
| 5 marzo 2023     | Kvitfjell              | Norvegia         | Olympiabakken            | SG    | Nina Ortlieb                      | Stephanie Venier        | Franziska Gritsch  |
| 10 marzo 2023    | Åre                    | Svezia           | Störtloppsbacken         | GS    | Mikaela Shiffrin                  | Federica Brignone       | Sara Hector        |
| 11 marzo 2023    | Åre                    | Svezia           | Störtloppsbacken         | SL    | Mikaela Shiffrin                  | Wendy Holdener          | Anna Swenn Larsson |
| 15 marzo 2023    | Soldeu                 | Andorra          | Aliga                    | DH    | Ilka Štuhec                       | Sofia Goggia            | Lara Gut-Behrami   |
| 16 marzo 2023    | Soldeu                 | Andorra          | Aliga                    | SG    | Lara Gut-Behrami                  | Federica Brignone       | Ragnhild Mowinckel |
| 18 marzo 2023    | Soldeu                 | Andorra          | Avet                     | SL    | Petra Vlhová                      | Leona Popović           | Mikaela Shiffrin   |
| 19 marzo 2023    | Soldeu                 | Andorra          | Avet                     | GS    | Mikaela Shiffrin                  | Thea Louise Stjernesund | Valérie Grenier    |

Legenda:

DH = discesa libera

SG = supergigante

GS = slalom gigante

SL = slalom speciale

PR = slalom parallelo

### Classifiche

#### Generale
| Pos. | Nome               | Nazione     | Punti |
| ---- | ------------------ | ----------- | ----- |
| 1    | Mikaela Shiffrin   | Stati Uniti | 2206  |
| 2    | Lara Gut-Behrami   | Svizzera    | 1217  |
| 3    | Petra Vlhová       | Slovacchia  | 1125  |
| 4    | Federica Brignone  | Italia      | 1069  |
| 5    | Sofia Goggia       | Italia      | 916   |
| 6    | Ragnhild Mowinckel | Norvegia    | 903   |
| 7    | Wendy Holdener     | Svizzera    | 858   |
| 8    | Marta Bassino      | Italia      | 749   |
| 9    | Elena Curtoni      | Italia      | 666   |
| 10   | Sara Hector        | Svezia      | 636   |

#### Discesa libera
| Pos. | Nome           | Nazione  | Punti |
| ---- | -------------- | -------- | ----- |
| 1    | Sofia Goggia   | Italia   | 740   |
| 2    | Ilka Štuhec    | Slovenia | 551   |
| 3    | Corinne Suter  | Svizzera | 309   |
| 4    | Elena Curtoni  | Italia   | 308   |
| 5    | Mirjam Puchner | Austria  | 273   |

#### Supergigante
| Pos. | Nome               | Nazione  | Punti |
| ---- | ------------------ | -------- | ----- |
| 1    | Lara Gut-Behrami   | Svizzera | 413   |
| 2    | Federica Brignone  | Italia   | 368   |
| 3    | Ragnhild Mowinckel | Norvegia | 366   |
| 4    | Elena Curtoni      | Italia   | 358   |
| 5    | Cornelia Hütter    | Austria  | 347   |

#### Slalom gigante
| Pos. | Nome              | Nazione     | Punti |
| ---- | ----------------- | ----------- | ----- |
| 1    | Mikaela Shiffrin  | Stati Uniti | 800   |
| 2    | Lara Gut-Behrami  | Svizzera    | 532   |
| 3    | Marta Bassino     | Italia      | 515   |
| 4    | Petra Vlhová      | Slovacchia  | 486   |
| 5    | Federica Brignone | Italia      | 476   |

#### Slalom speciale
| Pos. | Nome               | Nazione     | Punti |
| ---- | ------------------ | ----------- | ----- |
| 1    | Mikaela Shiffrin   | Stati Uniti | 945   |
| 2    | Wendy Holdener     | Svizzera    | 655   |
| 3    | Petra Vlhová       | Slovacchia  | 630   |
| 4    | Lena Dürr          | Germania    | 493   |
| 5    | Anna Swenn Larsson | Svezia      | 470   |

## Coppa delle Nazioni

### Risultati
| Data          | Località | Nazione | Pista | Spec. | Prima                                                                                  | Seconda                                                              | Terza                                                             |
| ------------- | -------- | ------- | ----- | ----- | -------------------------------------------------------------------------------------- | -------------------------------------------------------------------- | ----------------------------------------------------------------- |
| 17 marzo 2023 | Soldeu   | Andorra | Aliga | PR    | Norvegia Thea Louise Stjernesund Rasmus Windingstad Maria Therese Tviberg Timon Haugan | Svizzera Camille Rast Livio Simonet Andrea Ellenberger Semyel Bissig | Austria Franziska Gritsch Fabio Gstrein Julia Scheib Adrian Pertl |

Legenda:

PR = slalom parallelo

### Classifiche
Le classifiche della Coppa delle Nazioni vengono stilate sommando i punti ottenuti da ogni atleta in ogni gara individuale e quelli assegnati nella gara a squadre delle finali di Soldeu.

#### Generale
| Pos. | Nazione     | Punti |
| ---- | ----------- | ----- |
| 1    | Svizzera    | 11318 |
| 2    | Austria     | 8729  |
| 3    | Norvegia    | 7611  |
| 4    | Italia      | 6698  |
| 5    | Stati Uniti | 4389  |

#### Uomini
| Pos. | Nazione  | Punti |
| ---- | -------- | ----- |
| 1    | Svizzera | 6298  |
| 2    | Norvegia | 5272  |
| 3    | Austria  | 4756  |
| 4    | Italia   | 2510  |
| 5    | Francia  | 2415  |

#### Donne
| Pos. | Nazione     | Punti |
| ---- | ----------- | ----- |
| 1    | Svizzera    | 5020  |
| 2    | Italia      | 4188  |
| 3    | Austria     | 3973  |
| 4    | Stati Uniti | 3264  |
| 5    | Norvegia    | 2339  |